# Elya Baskin
Pour les articles homonymes, voir Baskin.
Elya Baskin, né Elya Zalmanovich Baskin (en russe : Илья́ (Э́лиа) За́лманович Ба́скин) le 11 août 1950 à Riga en République soviétique socialiste de Lettonie, en URSS (aujourd'hui en Lettonie), est un acteur soviéto-américain de cinéma et de télévision, principalement actif aux États-Unis.

## Biographie
Fils de Solomon et Frida Baskin, Elya Baskin naît à Riga. Il fait les études à l'École nationale du cirque et de l'art de la scène dont il est diplômé en 1971. Il commence à se produire avec l'orchestre de Léonid Outiossov, puis à partir de 1972, au Théâtre des miniatures de Moscou. La même année il obtient le rôle d'un garnement dans le téléfilm d'Alekseï Korenev (ru) La Grande Récréation adapté de la nouvelle de Gueorgui Sadovnikov (ru) Je vais vers les hommes (Иду к людям, 1962). Le film sorti en 1973 est un franc succès. L'artiste apparaît encore dans deux films soviétiques avant d'immigrer vers les États-Unis en 1976. Il poursuit sa carrière à Hollywood et à la télévision américaine incarnant principalement les personnages russes ou étrangers d'origine slave comme c'est le cas par exemple dans Moscou à New York (1984) où il incarne le meilleur ami de Robin Williams qui lui aussi joue un artiste russe.

## Filmographie
- 1972 : La Grande Récréation (ru) (Большая перемена) de Gueorgui Sadovnikov (ru) : élève de cours du soir (téléfilm)
- 1979 : Les Joyeux Débuts de Butch Cassidy et le Kid (Butch and Sundance: The Early Days) de Richard Lester
- 1979 : Bienvenue, mister Chance (Being There) de Hal Ashby
- 1980 : La Guerre des abîmes (Raise the Titanic) de Jerry Jameson
- 1984 : 2010 : L'Année du premier contact de Peter Hyams
- 1984 : Moscou à New York de Paul Mazursky
- 1986 : Streets of Gold de Joe Roth
- 1986-1987 : MacGyver (saison 1, épisode 21 Affaire de conscience ; saison 2, épisode 13 Bienvenue à l'ouest) : Yuri Demetri
- 1986 : Le Nom de la rose de Jean-Jacques Annaud : frère Severin de Sant'Emmerano, l'apothicaire (VF : Patrick Préjean)
- 1988 : Vice Versa de Brian Gilbert : Professeur Kerschner
- 1989 : MAL : Mutant aquatique en liberté de Sean S. Cunningham : Professeur Kerschner
- 1991 : Code Quantum (saison 5, épisode 2 Lee Harvey Oswald partie 2) : Major Yuri Kosenko
- 1994 : Rendez-vous avec le destin de Glenn Gordon Caron
- 1996 : Agent zéro zéro de Rick Friedberg
- 1997 : Air Force One de Wolfgang Petersen : Andrei Kolchek
- 1997 : Austin Powers de Jay Roach
- 2000 : Demain à la une
- 2000 : Treize Jours de Roger Donaldson : Anatoli Dobrynine : ambassadeur de l'Union soviétique aux États-Unis
- 2001 : Beautés empoisonnées de David Mirkin
- 2004 : Spider-Man 2 de Sam Raimi : Mr. Ditkovitch
- 2005 : The Closer : L.A. enquêtes prioritaires (série télévisée) : un prêtre (saison 1 épisode 3)
- 2007 : Spider-Man 3 de Sam Raimi : Mr. Ditkovitch
- 2009 : Anges et Démons de Ron Howard
- 2011 : Transformers 3 : La Face cachée de la Lune de Michael Bay : Dimitri
- 2013 : Jimmy P. (Psychothérapie d'un Indien des Plaines) d'Arnaud Desplechin : Dr Jokl
- 2020 : L'héritage (Legacy) de Ellis Frazier